# Piotr Stachiewicz
Piotr Stachiewicz, né le 29 octobre 1858 à Nowosiółki Gościnne (uk), (aujourd'hui en Ukraine) et mort le 14 avril 1938, à Cracovie, est un peintre et illustrateur polonais.

## Biographie
De 1877 à 1883, il étudie à l'Académie des beaux-arts de Cracovie avec les peintres Władysław Łuszczkiewicz et Florian Cynk. De 1883 à 1885, il poursuit ses études à l'Académie des beaux-arts de Munich, avec Otto Seitz (en). Après avoir obtenu son diplôme, il entreprend un long voyage, visitant l'Italie, la Grèce et Jérusalem.

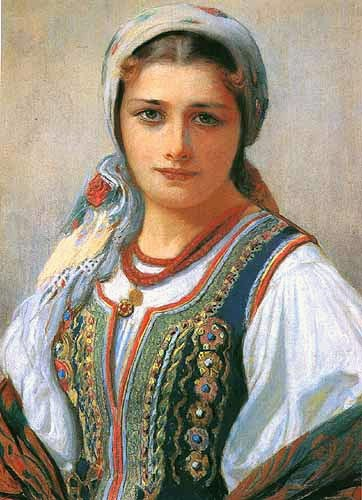
Belle Zośka, portrait de Zofia Paluchowa.

Après cela, il s'installe à Cracovie, où il peint des portraits, des scènes historiques et de l'art religieux. Au cours de cette période, il crée certaines de ses œuvres les plus connues : une série mettant en scène le célèbre mannequin Zofia Paluchowa, portant des costumes folkloriques traditionnels. Il conçoit également des mosaïques pour la Basilique du Sacré Cœur de Cracovie. En 1889, il devient membre de la Société des amis des beaux-arts de Cracovie (en) et en est le vice-président de 1900 à 1913. En 1893, il refuse l'offre d'être nommé directeur de l'Académie de Cracovie, car elle subissait une réorganisation majeure qui l'aurait obligé à licencier certains de ses anciens instructeurs.
Il est également un illustrateur prolifique pour les œuvres d'Adam Mickiewicz, Maria Konopnicka et Józef Ignacy Kraszewski. Son œuvre la plus remarquable dans ce domaine est une série de 22 peintures réalisées pour Quo Vadis d'Henryk Sienkiewicz et reproduites sous forme de cartes postales. Elles étaient apparemment considérées comme perdues mais, en 2014, elles ont été retrouvées aux États-Unis et envoyées pour une exposition en Pologne. D'autres sources indiquent qu'elles étaient simplement dans une collection privée et ont été exposées au Detroit Institute of Arts en 1953.
De 1893 à 1895, il réalise une série de peintures représentant les ouvriers des mines de sel de Wieliczka, qui lui vaut un prix de l'Académie polonaise des arts et sciences. Les originaux ont été perdus pendant la Seconde Guerre mondiale, mais certaines reproductions en couleur ont survécu.
Avec Włodzimierz Tetmajer (en), il fonde un magazine d'art bihebdomadaire, Świat (« Le Monde »). Il est également connu pour une série de peintures religieuses sur la Vierge noire de Częstochowa. En 1923, il reçoit la Croix d'Officier de l'Ordre Polonia Restituta.

## Galerie

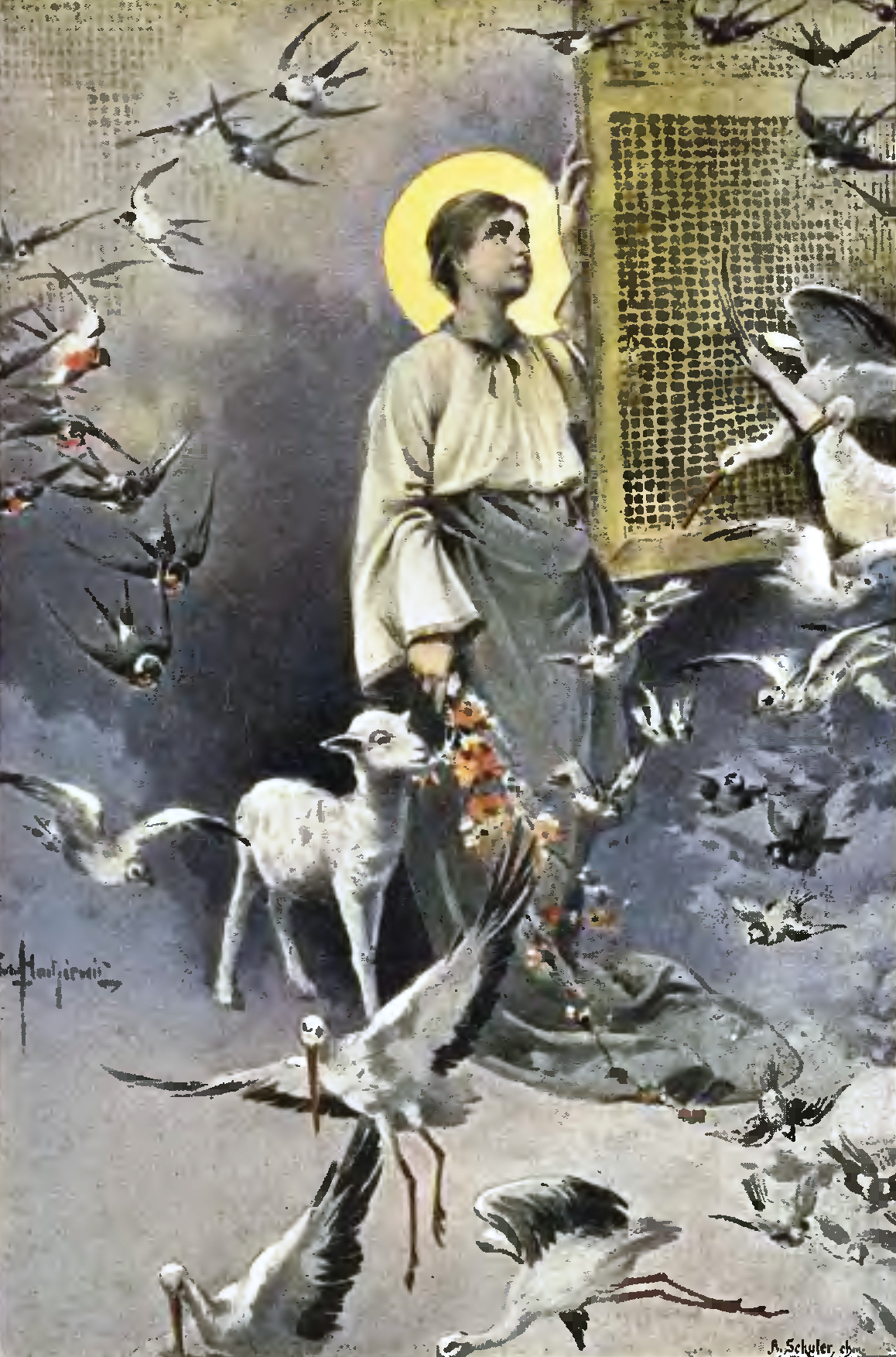
Illustration pour couverture (1896)
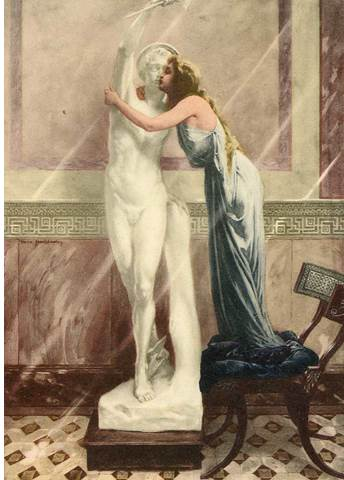
Eunice embrassant une statue de Pétrone (Quo Vadis)
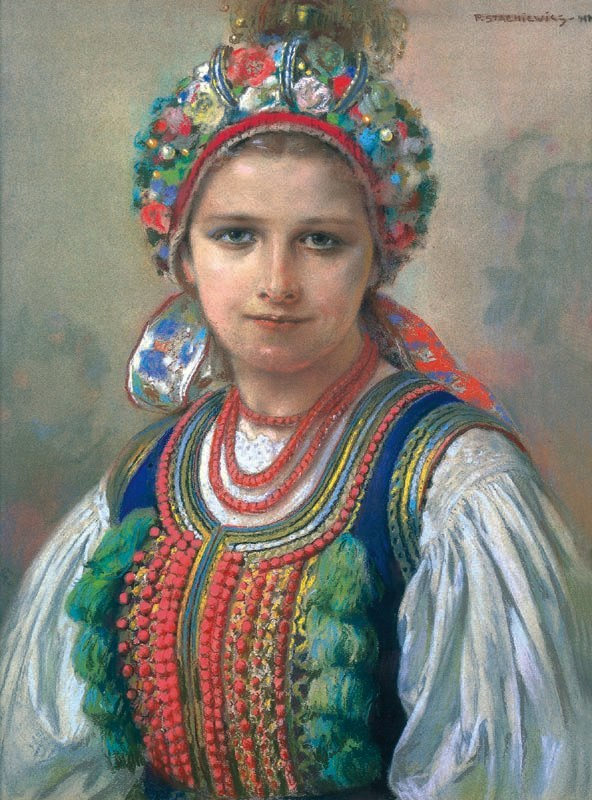
Mariée de Cracovie (1917)
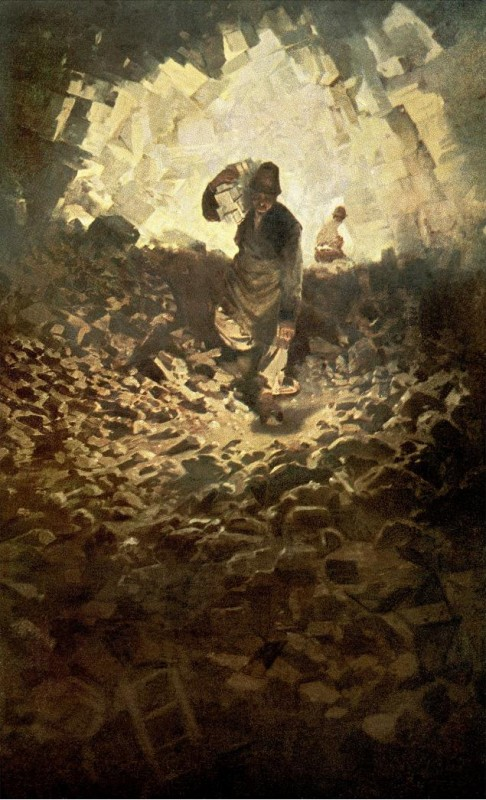
Grotte de cristal (mines de sel de Wieliczka) (années 1890)
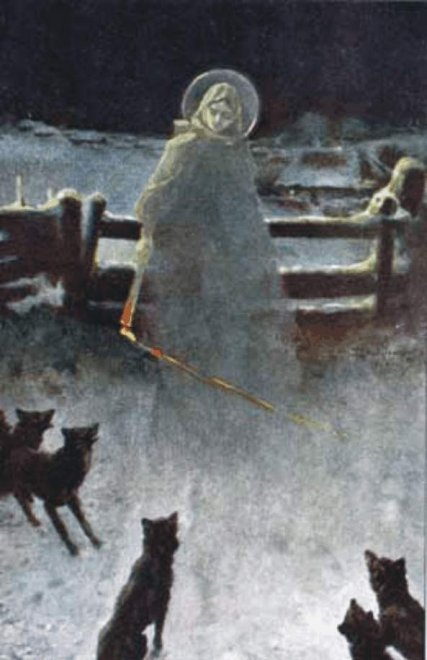
Légende de la Vierge Noire (1893)
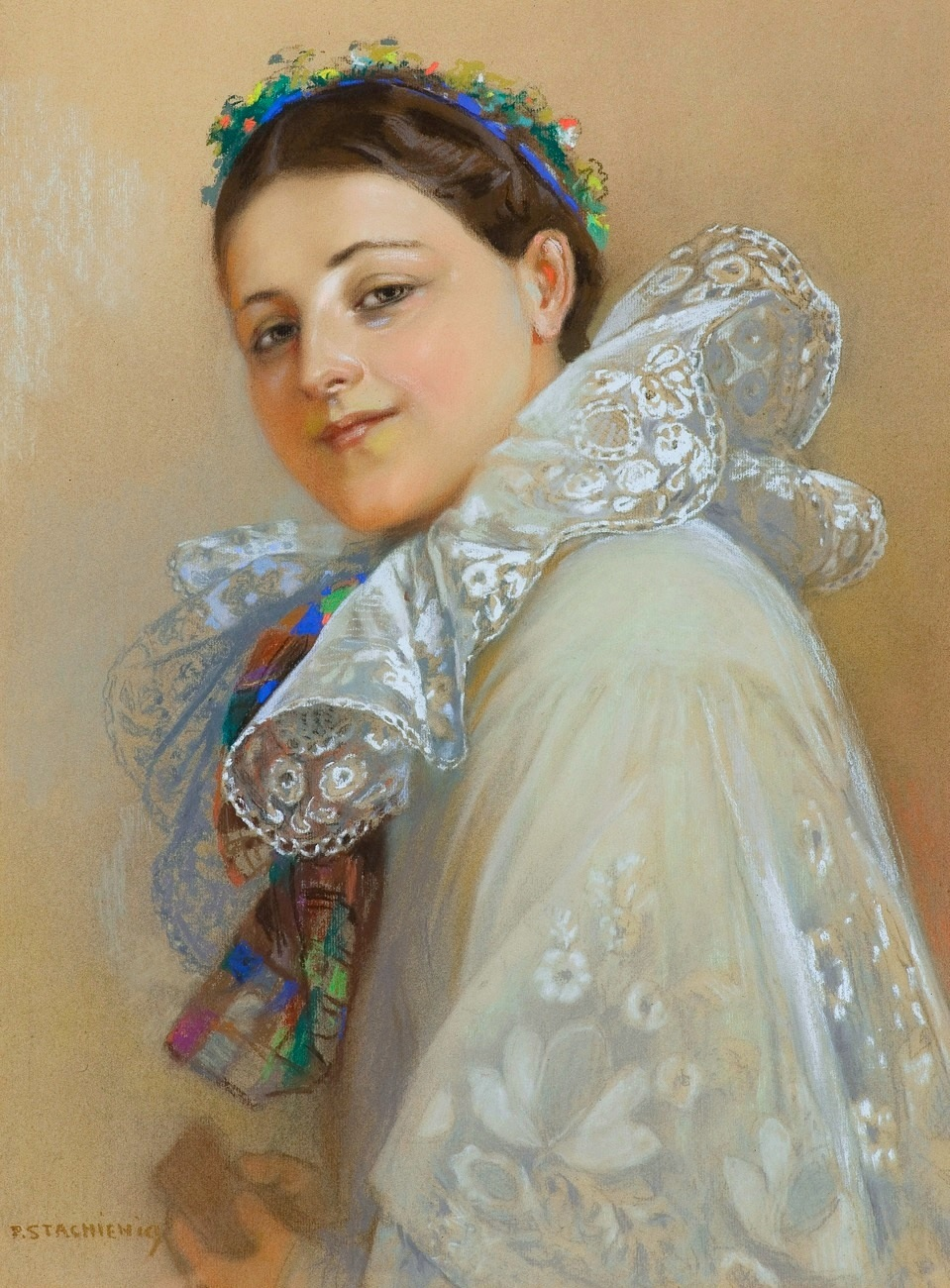
Une mariée de Żywiec (1920-1930)